# Edmund Giemsa
Edmund Giemsa (ur. 16 października 1912 w Rudzie, zm. 30 września 1994 w Chinnor, Anglia) – polski piłkarz, uczestnik MŚ 1938.
Giemsa był wychowankiem Naprzodu Ruda.
W polskiej reprezentacji zadebiutował 4 czerwca 1933 r. w meczu z Belgią (0:1), który odbył się w Warszawie. Ostatni swój mecz w reprezentacji rozegrał 27 sierpnia 1939 r. z Węgrami (4:2), który odbył się również w Warszawie. Był to ostatni mecz polskiej drużyny przed wybuchem II wojny światowej.
W okresie II wojny światowej jako Ślązak został przymusowo wcielony do Wehrmachtu, jednak zdezerterował i poprzez francuski ruch oporu przedostał się do 2 Korpusu Polskiego gen. Władysława Andersa we Włoszech.
Po wojnie zamieszkał w Anglii i nigdy już nie odwiedził Polski.

## Literatura
- "Górnoślązacy w polskiej i niemieckiej reprezentacji narodowej w piłce nożnej - wczoraj i dziś. Sport i polityka na Górnym Śląsku w XX wieku", wyd. Dom Współpracy Polsko-Niemieckiej, Haus der Deutsch-Polnischen Zusammenarbeit, Gliwice-Opole 2006, (ISBN 83-60470-02-2)
- Andrzej Gowarzewski: MISTRZOSTWA POLSKI. LUDZIE (1918-1939). 100 lat prawdziwej historii (1), Wydawnictwo GiA, Katowice 2017